# Ле Презе-индустријска зона (Терни)
Ле Презе-индустријска зона је насеље у Италији у округу Терни, региону Умбрија.
Према процени из 2011. у насељу је живело 60 становника. Насеље се налази на надморској висини од 163 м.